# Bernard-Othon de Niort
Bernard-Othon de Niort, autrement Bernart-Oth d'Aniort, fut seigneur de Niort dans le Razès, seigneur de Laurac, seigneur de Montréal et de Roquefeuil.

## Biographie
Bernard-Othon est le fils de Guillaume de Niort et d'Esclarmonde de Montréal-Laurac. Il est le plus fameux des frères maudits, aux côtés de Géraud de Niort, vicomte de Sault, et de Raymond de Roquefeuil. 
Il est né vers 1201. À l'âge de 5 ou 6 ans il est confié à sa grand-mère Blanche de Laurac, qui tient une maison de parfaites cathares dans ses terres. Il est donc très jeune partisan de la cause cathare, et fréquente la haute société méridionale de l'époque, et les grands noms de l'église cathare (comme Guilhabert de Castres).
Il épouse Nova de Cabaret (dont il a un fils, Bertrand) ; mais, las de sa femme, il essaye de la persuader au consolament cathare et tente de la répudier à plusieurs reprises. Il est condamné au bûcher comme hérétique en 1236 dans les tours de Carcassonne, mais y échappe grâce aux plaidoyers de ses voisins (de nombreux barons de la région persuadèrent l'Inquisition de le condamner seulement à la prison perpétuelle afin d'éviter un soulèvement de la région).

## Blason
Selon l'inventaire de la collection des sceaux de Douët d'Arcq, les couleurs ne sont que hypothétiques,.

D'or à la croix de gueules bordé de même

## Chronologie
- 1213 : participe à la bataille de Muret avec son père (?) et ses frères Géraud, Guillaume, Guilheme-Bernard et Raymond de Roquefeuil[4].
- 1220 : Bernard-Othon aide le futur premier évêque cathare de Toulouse, Guilhabert de Castres, ainsi que Raymond Aguilar à échapper de la ville de Castelnaudary, assiégée par Amaury de Montfort au cours de la croisade des albigeois[5].
- 1226 : il est, avec Olivier de Termes, parmi les faydits réfugiés à Limoux et Cabaret qui harcèlent l'occupation française[5].
- 1228 ou 1229 : défend le château de Cabaret contre les Croisés.
- 1230 : il vole au secours de Marseille assiégée par le comte catalan Raymond Béranger IV qui cherche à s'y conquérir un comté[5].
- 1230 : il est blessé à la tête par une flèche à la bataille de Verfeil contre l'évêque Foulques de Toulouse. Il reçoit le consolament, mais s'en sort. Reprend les armes et est fait prisonnier puis échangé contre Jean de Brigier prisonnier au château de Niort depuis la bataille de Baziège en 1219[4].
- 1232 : avec l’aide de son fils et son frère Bertrand il attaque les possessions de l'archevêque de Narbonne, et s'en prend à l’archevêque Pierre Amiel lui-même et le blesse, alors que ce dernier prépare son voyage au Saint-Siège[5].
- 1234 : il offre refuge aux hérétiques en son château de Niort.
- 1235 : le tribunal de l'Inquisition à Carcassonne condamne les membres de la famille de Niort comme hérétiques et les dépouille de leurs possessions, dont Niort. Son frère Guillaume (?) (le seul à s'être rendu au procès) est enfermé à perpétuité[4].
- 1240 : en prison avec son frère Guillaume. Mais après soumission de leur frère Géraud au roi de France (Louis IX), ils sont élargis sous condition[6].
- 1243 : il est attaqué en procès à Carcassonne par les Templiers (le Commandeur du Temple de Douzens) sur l'appartenance de la villa de Campagne[7].
- 1259-1260 : révision du procès des frères de Niort, des témoins citent qu'ils étaient faydits au temps de Simon IV de Montfort. Semble-t-il, réhabilitation de ses frères par Esclarmonde de Ginoles (posthume).